# Juan Soldevila y Romero
Juan Soldevila y Romero (Fuentelapeña, Província de Zamora), 1843 - Saragossa, 1923) fou un eclesiàstic i polític espanyol. Sacerdot, fou promogut a canonge de Valladolid, bisbe de Tarazona, administrador apostòlic de Tudela i arquebisbe de Saragossa, on rebé el capel cardenalíci el 1919. En aquesta condició participà en el conclave de 1922 que elegí el papa Pius XI. Designat senador defensà els regadius, per la qual cosa fou molt popular entre els aragonesos. Se significà en les seves posicions polítiques pel seu conservadorisme.
Fou assassinat en un atemptat atribuït al grup anarquista Los Solidarios, del qual formava part Buenaventura Durruti, en el marc de les lluites socials de l'època. Després de l'assassinat del sindicalista Salvador Seguí i Rubinat pels pistolers del Sindicat Lliure a Barcelona, el grup Los Solidarios decideix assassinar també diverses personalitats entre les quals hi havia Soldevila. El dia 4 de juny de 1923, quan el cotxe del cardenal entrava a l'escola asil a El Terminillo, dos individus, identificats després com a Francisco Ascaso i Rafael Torres Escartín, dispararen contra l'eclesiàstic, que morí a l'acte. Detinguts poc després, l'audiència de Saragossa condemnà Rafael Torres Escartín a cadena perpètua i Francisco Ascaso en rebel·lia, perquè havia fugit de la presó dies abans. La seva mort provocà un gran impacte a l'opinió pública i precedí en tres mesos el pronunciament i la Dictadura de Primo de Rivera.